# Liste tschechischer Exonyme für deutsche Toponyme
In dieser Liste werden Orten im deutschen Sprachraum (Städte, Flüsse, Inseln etc.) die Bezeichnungen gegenübergestellt, die im Tschechischen üblich sind.
Gemeint sind hierbei Orte in Deutschland, Österreich und der Schweiz.
Historische Bezeichnungen, die im allgemeinen Gebrauch im Tschechischen nicht mehr üblich sind (wohl aber im historischen), werden kursiv dargestellt.
Deutsche Bezeichnungen von Orten in Tschechien sind in der Liste deutscher Bezeichnungen tschechischer Orte enthalten.

## A
- Alpy: Alpen
- Augšpurk: Augsburg
- Amberk: Amberg

## B
- Bádensko: Baden (Land)
- Bavorsko (Bavory): Bayern
- Bamberk: Bamberg
- Barout: Bayreuth
- Basilej: Basel
- Bejdov nad Ybbsem: Waidhofen an der Ybbs
- Bělák: Villach
- Berlín: Berlin
- Biskupice: Bischofswerda
- Bludenec: Bludenz
- Bocov: Oranienburg
- Bodamské jezero: Bodensee
- Braniboř: Brandenburg an der Havel
- Braniborsko, (Branibory), (Brandenburk): Brandenburg (Bundesland)
- Braunau na Innu (Brunov): Braunau am Inn
- Brémský Přístav: Bremerhaven
- Brémy: Bremen
- Brennerský průsmyk Brennerpass
- Břežnice: Bregenz
- Brod nad Lesy: Furth im Wald
- Brunšvik: Braunschweig
- Buchlov: Buchloe
- Budyšín: Bautzen
- Bycov: Bützow

## C
- Cáchy: Aachen
- Cáhlov: Freistadt
- Cáhnov: Hohenau an der March
- Celovec na Vrbském jezeře/jezeru: Klagenfurt am Wörthersee
- Český Bejdov: Waidhofen an der Thaya
- Chotěbuz: Cottbus
- Chýžice: Bad Kissingen
- Čistějov: Zistersdorf
- Cmunt: Gmünd
- Curych: Zürich
- Cvikov: Zwickau

## D
- Dachov: Dachau
- Desava: Dessau
- Děvín: Magdeburg
- Dobrosol: Halle (Saale)
- Dolní Bavorsko: Niederbayern
- Dolní Rakousy: Niederösterreich
- Dolní Sasko: Niedersachsen
- Dráva: Drau
- Drážďany: Dresden
- Drozdov: Drosendorf
- Dunaj: Donau
- Durynsko: Thüringen
- Durynský les: Thüringer Wald
- Dyje: Thaya

## E
- Emže: Ems
- Enže: Enns (Fluss)
- Erlanky: Erlangen

## F
- Frankfurt nad Mohanem: Frankfurt am Main
- Frankfurt nad Odrou: Frankfurt (Oder)

## G
- Gopinky: Göppingen
- Gottinky: Göttingen

## H
- Halštrov / Bílý Halštrov: Weiße Elster
- Hamburk: Hamburg
- Hanava: Hanau
- Hardek: Hardegg
- Hesensko: Hessen
- Hluchov: Glauchau
- Hojeřice: Hoyerswerda
- Horní Bavorsko: Oberbayern
- Horní Falc: Oberpfalz
- Horní Rakousy: Oberösterreich
- Hradec (siehe Štýrský Hradec): Graz
- Hradsko: Burgenland
- Hubno: Guben

## I
- Ilmenava: Ilmenau
- Inšpruk / Inomostí: Innsbruck
- Islinky: Eislingen

## J
- Jenky: Engen
- Jibrovice: Überlingen
- Jivice: Ybbs
- Jižní Tyrolsko (Jižní Tyroly): Südtirol

## K
- Kalava: Calau
- Kamenec: Kamenz
- Kamýk: Heidenreichstein
- Koblenec: Koblenz
- Koburk: Coburg
- Kolín nad Rýnem: Köln
- Kopník: Köpenick
- Korutany: Kärnten
- Kostnice: Konstanz
- Kouba: Cham (Oberpfalz)
- Králův Kámen: Königstein
- Křemeničov: Crimmitschau
- Kremže: Krems
- Kvedlinburk: Quedlinburg

## L
- Labe: Elbe
- Lava: Laa an der Thaya
- Ličkov: Litschau
- Linec: Linz
- Linec nad Rýnem: Linz am Rhein
- Lipnice: Leibnitz
- Lipsko: Leipzig
- Litava: Leitha
- Lubek: Lübeck
- Lubij: Löbau
- Lubín: Lübben (Spreewald)
- Lubínov: Lübbenau/Spreewald
- Lucern: Luzern
- Lukov: Luckau
- Lužice: Lausitz, (Horní Lužice – Oberlausitz; Dolní Lužice – Niederlausitz)

## M
- Magdeburk: Magdeburg
- Marburk: Marburg
- Medlík: Melk
- Meziboř: Merseburg
- Míšeň: Meißen
- Mnichov: München
- Mohan: Main
- Mohuč: Mainz
- Morany: Meerane
- Mosela: Mosel
- Most nad Litavou: Bruck an der Leitha
- Most nad Murou: Bruck an der Mur

## N
- Nába: Naab
- Navno: Nauen
- Německo: Deutschland
- Nezider: Neusiedl am See
- Neziderské jezero: Neusiedler See
- Nisa: Neiße
- Norimberk: Nürnberg
- Nová Ves na Litavě: Neufeld an der Leitha
- Nové Město nad Nábou: Neustadt an der Waldnaab
- Nové Střelice: Neustrelitz

## O
- Ochranov: Herrnhut
- Odra: Oder
- Olešnice: Oelsnitz (Fluss)
- Olešnice nad Halštrovem: Oelsnitz (Vogtland)
- Otok (na Vrbském jezeře): Maria Wörth
- Ožice: Oschatz

## P
- Pasov: Passau
- Perno: Pirna
- Picno: Peitz
- Plavno: Plauen
- Plisna: Pleiße
- Porůří: Ruhrgebiet
- Porýní-Falc: Rheinland-Pfalz
- Postupim: Potsdam
- Přemyslav: Prenzlau
- Pušdorf: Poysdorf

## R
- Rakousko: Österreich
- Rakousy: Raabs
- Ředvice: Marktredwitz
- Reteč: Retz
- Řezen: Regen (Stadt)
- Řezná: Regen (Fluss)
- Řezno: Regensburg
- Rězov (Řízov): Riesa
- Rohy: Horn
- Roztoky: Rostock
- Rujana: Rügen
- Rúr: Ruhr
- Rýn: Rhein

## S
- Šafhúsy: Schaffhausen
- Salice: Salzach
- Sársko: Saarland
- Saská Kamenice: Chemnitz
- Saská Olešnice: Oelsnitz/Erzgeb.
- Sasko: Sachsen
- Severní Porýní-Vestfálsko: Nordrhein-Westfalen
- Skřemelice: Schrems
- Šlesvicko: Schleswig
- Slezsko: Schlesien
- Smrčiny: Fichtelgebirge
- Salcburk, Solnohrad: Salzburg
- Špandava: Spandau (Berlin)
- Spréva: Spree
- Špýr: Speyer
- Srbiště: Zerbst
- Starohrad: Altenburg
- Štíhrad: Stuttgart
- Štokrava: Stockerau
- Štrubina: Straubing
- Štýr: Steyr
- Štýrsko: Steiermark
- Štýrský Hradec: Graz
- Suché Kruty: Dürnkrut
- Švábsko (Šváby): Schwaben
- Svatý Blažej: St. Blasien
- Svatý Havel: St. Gallen
- Svatý Hippolyt: Sankt Pölten
- Svatý Mořic: St. Moritz
- Světlá: Zwettl
- Svinibrod: Schweinfurt

## T
- Travna: Traun
- Tyrolsko (Tyroly): Tirol
- Trevír: Trier
- Tubinky: Tübingen

## U
- Uže: Bad Aussee
- Uznojem: Usedom

## V
- Vanky: Wangen
- Velikovec: Völkermarkt
- Velké Kerušice: Groß Gerungs
- Vezera: Weser
- Vídeň: Wien
- Vídeňské Nové Město: Wiener Neustadt
- Vitoraz: Weitra
- Vlha: Flöha
- Vratislav: Breslau
- Východofrízské ostrovy: Ostfriesische Inseln
- Výmar: Weimar

## Z
- Žandov: Bad Schandau
- Železné Město: Eisenstadt
- Zhořelec: Görlitz
- Žitava: Zittau
- Zvěřín: Schwerin